# Франко-сиамская война
Франко-сиамская война 1893 года — вооружённый конфликт между Францией и Сиамом, по итогам которого Сиам был вынужден отказаться в пользу Франции от лаосских территорий на восточном берегу Меконга.

## Предыстория
В конце XIX века французы стремились освоить водный путь в Южный Китай, и предпринимали с этой целью в 1880-х годах научные экспедиции в верховья реки Меконг, по берегам которой располагались многочисленные государства-данники Китая и Сиама. В 1890 году между колониальной администрацией Франции в Индокитае и правительством Сиама было заключено соглашение, по которому левый берег Меконга признавался Францией владением Сиама, за исключением района Сипсонгчаотхай на Чёрной реке.
Активизируя деятельность по освоению лаосских земель, Франция в начале 1892 года преобразовала вице-консульство в Луангпхабанге в торговое агентство, и открыла ряд новых агентств на лаосских территориях.
В сентябре 1892 года сиамские губернаторы Кхаммуана и Нонгкхая изгнали со среднего Меконга нескольких французских торговцев, обвинённых в торговле опиумом. Луангпхабангский консул, Масси, возвращаясь в Сайгон, умер, в результате чего новым консулом стал Огюст Пави — сторонник территориальных захватов в Индокитае. В марте 1893 года Пави потребовал, чтобы Сиам убрал все военные гарнизоны с левобережья Меконга южнее Кхаммуана, заявляя, что эта территория является вьетнамской. Чтобы подкрепить свои требования, Франция отправила в Бангкок канонерку «Lutin», которая встала на реке Чаупхрая в районе французского посольства.

## Ход войны
Когда правительство Сиама отвергло французские требования, генерал-губернатор Французского Индокитая Жан Мари Антуан де Ланессан отправил в спорный район в апреле 1893 года три военных колонны. 8 небольших сиамских гарнизонов отступило перед центральной колонной, однако продвижение северной и южной колонн замедлилось из-за сиамского сопротивления. Из-за ухудшения отношений между Сиамом и Западом Великобритания направила к Бангкоку три военных корабля на случай необходимости эвакуации британских граждан.
В июле 1893 года Франция направила к Бангкоку шлюп «Inconstant» и канонерку «Comète». Форт Пакнам попытался обстрелять их, но корабли открыли ответный огонь и прорвались по реке Чаупхрая к столице Сиама. Направив орудия на королевский дворец, французы предъявили 20 июля ультиматум, требуя передачи спорных территорий, вывода оттуда сиамских войск, выплаты двух миллионов франков репараций за бой у Пакнама и наказания ответственных за убийства французов на спорных территориях. В связи с тем, что Сиам не принял ультиматум немедленно, французские корабли начали блокаду сиамского побережья. Не получив поддержки от англичан, Сиам был вынужден согласиться удовлетворить французские требования. В дополнение к выдвинутым ранее требованиям французы потребовали временной оккупации Чонбури, а также демилитаризации Баттамбанга, Сиемреапа и 25-километровой зоны по западному берегу Меконга.

## Итоги
3 октября 1893 года между Францией и Сиамом был подписан договор, согласно которому Сиам отказывался в пользу Франции от лаосских земель. 25 ноября 1893 года между Великобританией и Францией было достигнуто соглашение об образовании смешанной англо-французской комиссии, которая должна была установить границы между английскими владениями в Бирме и французскими владениями в Индокитае. По соглашению 1896 года Сиам был превращён в буфер между колониальными владениями Франции и Великобритании.
На отторгнутых у Сиама землях Францией был образован Автономный протекторат Лаос.